# 大西正幹
大西 正幹（おおにし まさみ / まさもと、1879年（明治12年）3月2日 - 1951年（昭和26年）6月17日）は、日本の弁護士・政治家で立憲民政党所属の衆議院議員。

## 経歴
高知県幡多郡伊豆田村（現在の土佐清水市）出身。1900年（明治33年）、高知県師範学校を卒業し、小学校教員となった。1906年（明治39年）、日本大学法律科を卒業し、判事検事登用試験に合格した。司法官試補となるが辞して、花井卓蔵に師事して弁護士を開業。後に高知弁護士会副会長、同会長に選出された。また高知市会議員、同議長、高知県会議員、同議長に選ばれた。
1928年（昭和3年）、第16回衆議院議員総選挙に出馬し、当選。第17回衆議院議員総選挙でも再選された。

## 親族
- 大西正男 - 長男。衆議院議員、郵政大臣。